# Karolina Bielawska
Karolina Bielawska (født 11. april 1999 i Łódź) er en  polsk fotomodel og skønhedsdronning, vinder af Miss World 2021-konkurrencen. Tidligere blev hun kronet som Miss Polen i 2019. Hun blev den anden titelholder fra Polen, den første var Aneta Kręglicka, der vandt konkurrencen i 1989.
Hun er handelsstuderende med en bachelor i ledelse og læser til sin kandidat.